# Jalůvčí

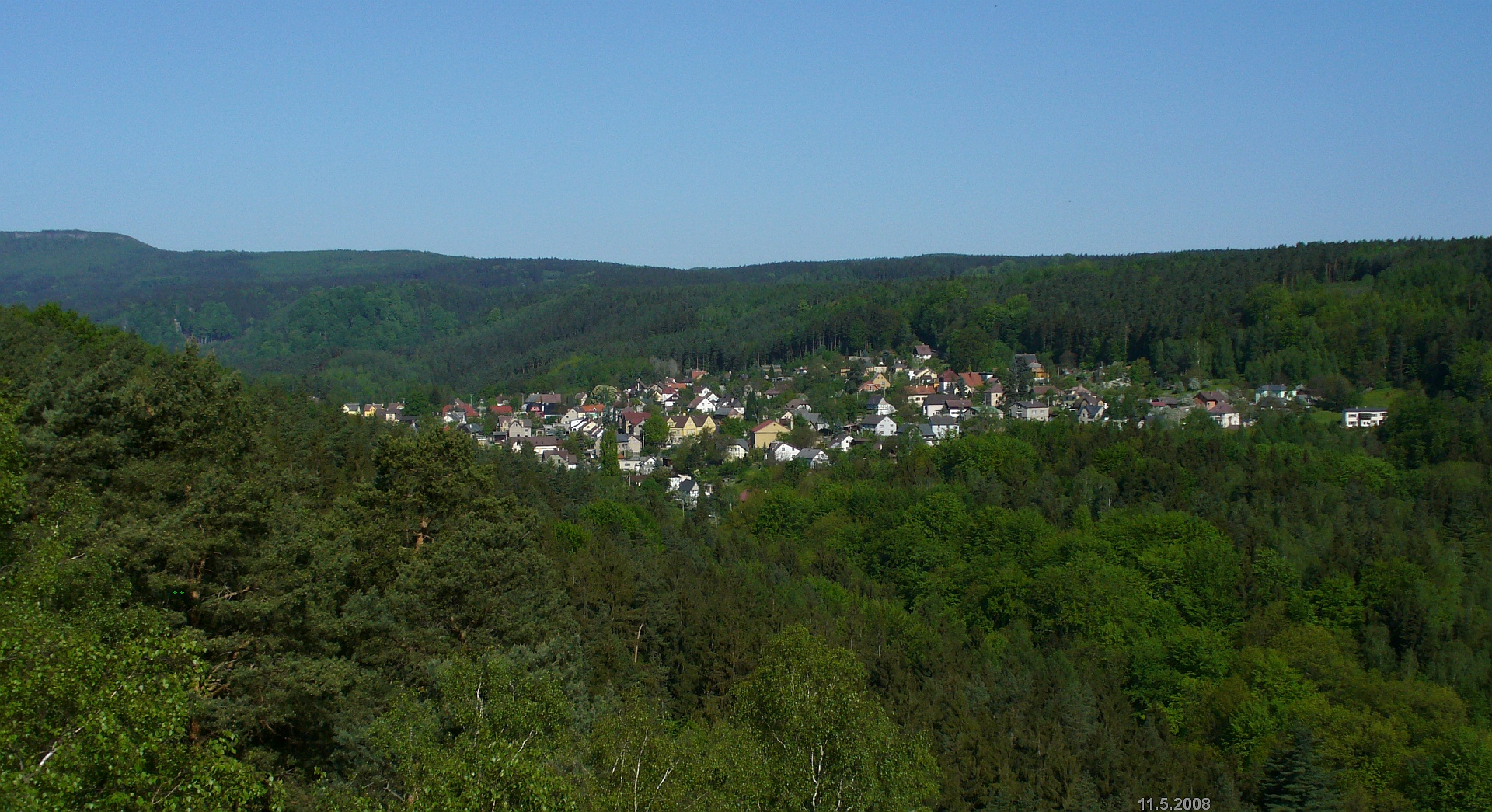
Jalůvčí (2011)

Jalůvčí  (deutsch Kalmswiese) ist der XVII. Stadtteil der tschechischen Stadt Děčín (Tetschen) in Nordböhmen.

## Geographische Lage
Der Stadtteil befindet sich im Nordwesten Děčíns, westlich des Stadtteils Prostřední Žleb in einem Seitental des Elbtals. Der Stadtteil befindet sich auf der linken Elbseite und ist Teil des Katastralbezirkes Prostřední Žleb.
.

## Geschichte
Die Erstnennung des Dorfes erfolgte 1579. Hier verlief die heute nur noch als Waldweg existierende Hauptstraßenverbindung von Dresden über Sněžník (Schneeberg) nach Tetschen (auf deutscher Seite die ehemalige Reichsstraße 177), die 1938 von der Elbuferstraße abgelöst wurde. Bis zur Vertreibung der Deutschen aus der Tschechoslowakei lebte hier eine deutschböhmische Bevölkerungsmehrheit. Bis 1946 hieß der Ort daher offiziell Kalmswiese. 

### Eingemeindungen
Jalůvčí bildete bis 1953 einen Ortsteil von Prostřední Žleb und wurde 1954 zusammen mit Prostřední Žleb nach Děčín eingemeindet.